# Ted Cruz
Ted Cruz (n. 22 decembrie 1970, Calgary,Foothills Medical Centre[*]) este un senator american din statul Texas și unul din candidații pentru nominalizarea  Partidului Republican la alegerile prezidențiale din SUA din 2016, el câștigând alegerile primare din Iowa. A studiat la Universitatea Princeton și Universitatea Harvard.